# 18497 Nevězice
(18497) Nevězice, denumire internațională (18497) Nevezice, este un asteroid din centura principală de asteroizi.

## Descriere
18497 Nevězice este un asteroid din centura principală de asteroizi. A fost descoperit pe 11 iunie 1996 la Observatorul Kleť de Miloš Tichý și Zdeněk Moravec
. Asteroidul prezintă o orbită caracterizată de o semiaxă mare de 2,28 ua, o excentricitate de 0,14 și o înclinație de 8,1° în raport cu ecliptica.